# Rødtunge
Rødtunge (Microstomus kitt) er en fladfisk i familie med helleflynder. Udbredt i Nordatlanten fra Spanien til det nordlige Norge.
Det er en smagfuld spisefisk med magert kød, men den er væsentlig dyrere end rødspætten.
| Biologi | Spire Denne artikel om biologi er en spire som bør udbygges. Du er velkommen til at hjælpe Wikipedia ved at udvide den. |